# Schießplatz Bindfelde östlich Stendal
Der Schießplatz Bindfelde östlich Stendal ist ein FFH-Gebiet in der Stadt Stendal im Landkreis Stendal in Sachsen-Anhalt.

## Allgemeines
Das FFH-Gebiet ist circa 186 Hektar groß (beim Bundesamt für Naturschutz ist die Größe mit 183 Hektar angegeben). Im Norden grenzt es an das FFH-Gebiet „Stendaler Stadtforst“. Das Gebiet ist durch die Landesverordnung zur Unterschutzstellung der Natura 2000-Gebiete im Land Sachsen-Anhalt (N2000-LVO LSA) seit dem 21. Dezember 2018 rechtlich gesichert. Zuständige untere Naturschutzbehörde ist der Landkreis Stendal.

## Beschreibung
Das FFH-Gebiet liegt östlich von Stendal. Es umfasst Teile eines ehemaligen Schießplatzes, der von 1946 bis 1991 durch die Gruppe der Sowjetischen Streitkräfte in Deutschland (GSSD) als Standortübungsplatz und Übungsschießplatz der Artillerie genutzt wurde. Die Flächen werden überwiegend von durch die militärische Nutzung entstandenen Kalkhalbtrocken- und Sandtrockenrasen sowie Magerrasen eingenommen. Das FFH-Gebiet gilt als das besterhaltene Trockenrasengebiet in der Altmark. In die Rasenflächen sind Gehölze eingebettet. Im Norden und Süden des FFH-Gebietes sind auch bewaldete Flächen zu finden. Im Zuge des Baus der Schnellfahrstrecke Hannover–Berlin wurden ab 1994 in dem Gebiet Ausgleichsmaßnahmen durchgeführt. Dabei wurden Gebäude zurückgebaut und eine ehemalige Ackerfläche im Süden in Grünland umgewandelt. In dieser Fläche wurden zwei Kleingewässer als Amphibienlebensräume angelegt.
Auf den Trocken- und Magerrasenstandorten siedeln unter anderem Zierliches Schillergras, Strandgrasnelke, Heidenelke, Rispenflockenblume, Echtes Labkraut, Dornige Hauhechel, Kleines Knabenkraut und Echte Schlüsselblume. Teilweise sind die Offenlandbereiche als artenreiche Glatthaferwiesen mit Ruchgras, Wiesenglockenblume, Wiesenpippau, Kleinem Mädesüß, Wiesenlabkraut, Echtem Wiesenhafer, Gewöhnlicher Kreuzblume, Scharfem Hahnenfuß, Kleinem Klappertopf, Golddistel, Knackerdbeere, Stängelloser Kratzdistel, Herbstzeitlose und Feldklee bzw. artenreichen Pfeifengraswiesen unter anderem mit Echter Betonie, Zittergras, Braun- und Hirsesegge, Fleischfarbenem und Breitblättrigem Knabenkraut, Nordischem Labkraut, Weidenblättrigem Alant, Natternzunge, Großem Wiesenknopf, Kümmelblättriger Silge, Gewöhnlicher Wiesensilge, Färberscharte, Gelber Wiesenraute, Prachtnelke, Spargelerbse und Schopfkreuzblümchen ausgebildet. Weiterhin sind Sandheiden mit Besenheide und Behaartem Ginster zu finden. In den kleinflächig mit Gehölzen durchsetzten Heidebereichen siedeln Landreitgras, Drahtschmiele, Sand- und Pillensegge, Zweizahn, Schafschwingel und Feldhainsimse.
Auf Dünenstandorten sind kleinflächig Silbergrasfluren mit Bauernsenf, Großem Knorpellattich, Sandstrohblume und Bergsandglöckchen ausgebildet.
Die Trocken- und Magerrasen werden zur Pflege gemäht bzw. seit 1994 mit Schafen und Ziegen beweidet.
Die Wälder sind als Eichenwälder auf Sandebenen ausgebildet. Sie werden aus Stieleiche und Hängebirke gebildet, zu denen sich die Waldkiefer gesellt. In der Strauchschicht sind Bestände der Spätblühenden Traubenkirsche als invasiver Neophyt zu finden. Die Krautschicht wird von Rotstraußgras, Drahtschmiele, Weichem Honiggras, Schafschwingel, Pfeifengras, Pillensegge, Besenheide, Tüpfeljohanniskraut, Blutwurz und Dornigem Wurmfarn gebildet. Die Wälder verfügen über einen hohen Totholzanteil.
Das Gebiet ist Lebensraum unter anderem der Fledermausarten Fransenfledermaus, Großer Abendsegler, Kleiner Abendsegler und Rauhhautfledermaus.
Im Norden wird das FFH-Gebiet von Kuhgraben durchflossen. Es ist überwiegend von landwirtschaftlichen Nutzflächen umgeben. Im Süden grenzt das FFH-Gebiet an die Bahnstrecke Berlin–Lehrte, im Norden an einen Weg, an den sich Waldgesellschaften des Stendaler Stadtforstes anschließen.